# 李逸平
李逸平（1959年12月—），江苏常州人，汉族，中华人民共和国政治人物、第十一届全国人民代表大会上海地区代表。
毕业于华东师范大学动物学专业，是中共党员。曾任上海市人民政府秘书长。2008年起担任全国人大代表。2018年1月，当选第十三届全国政协委员，同月当选中国人民政治协商会议上海市委员会副主席。2023年1月14日，卸任上海市政协副主席职务。